# 蒙古獒
蒙古獒（英語：Mongolian Bankhar）為一種外貌常被誤認成西藏獒犬的品種，但產地不同，另外在數量上，蒙古獒更為稀有。
蒙古獒是藏獒的表親，數百年來，蒙古的游牧民族一直將其用作牲畜的保護者。但是，在該國被蘇聯佔領期間，因為牧者被遷入都市做農夫，在狹小的空間裡蒙古獒不適應而產生侵略性，使得蘇聯幾乎殺光蒙古獒，數量急劇下降，在該國的許多地區，蒙古獒在游牧民族的文化中都失去了地位。
實際上，不是在每一隻蒙古獒皆於1960年代的大撲殺中遭難，但是從那以後，大多數監護犬隻被當作寵物對待。對於蒙古獒來說，將它們帶出房屋對他人們來說太危險了，因為它們不是被當作撲殺的目標，就是被指控使瘟疫傳播到牲畜身上。
重新引入狗作為牲畜的守護者是正確的做法。通過這樣做，牧民可以將狗的真實能力最大化，作為掠食者的獵捕者和可能於槍擊事件中喪命的草原野生動物救星。

## 習俗
在蒙古，蒙古獒被認為與人類“具有相同的靈魂”，並且狗是唯一被命名的動物。當蒙古獒去世時，其遺骸通常被放置在一座山頂上，藉此牠更接近神靈世界，以至於人們不會在其骨頭上行走。他們相信人類可以像狗一樣轉世，而狗也可以像人類一樣轉世。死後，狗的尾巴會被切斷，這樣，如果牠的靈魂重生了人類，人類就不會有尷尬的尾巴！

## 淵源
蒙古獒是一種古老的地方犬隻型態，不是品種，而是一種經過與蒙古草原數千年共同進化而形成的犬類，這是對蒙古草原上牲畜的有效守護者的需求所驅使的。蒙古獒很大，很有活力，具防護的本能，並且只需要很少的食物就可以生存了。牠們完全適應了蒙古緊湊的生態系統。
蒙古獒也可能是所有牧羊犬的祖先。最近的研究指出，家犬的起源是大約15,000年前的中亞。

## 命運
在該國被蘇聯佔領期間，由於游牧民族被迫重新安置在社會主義式的定居點，蒙古獒被野放或殺死。此外，蒙古獒被誤以為會把疾病傳播給人和牲畜。牠們的獸皮成為時髦的俄羅斯外套，大量的狗被殺死，以養活不斷發展的狗皮草行業。
總體來說，基於蘇聯的共產主義教育體系導致人們對如何繁殖，訓練和使用畜牧保衛犬的知識缺乏了解。此後，他們就沒有狗可以來做為牲畜保衛犬，取而代之的是，牧民開始依靠槍支和毒藥來捍衛自己的羊群，這對該國的狼群和雪豹種群造成了可怕的影響。
目前，蒙古獒面臨的危險是與西藏獒犬雜交(在遺傳上不同於蒙古獒，不是工作犬)。蒙古獒基因庫中混合的西藏獒犬基因降低了蒙古獒工作犬基因的質量。真正的蒙古獒隻剩下幾窩了。蒙古獒項目已經通過DNA測試鑑定了它們，並分離出了這些犬，以繁殖下一代真正的蒙古護衛犬。

## 外部連結
- http://robertbreen.com.au/mongolia-bankhar-dog/ （页面存档备份，存于）